# Autorité des relations sociales des plateformes d'emploi
 (mai 2025).
Motif : Que des sources primaires
- Archive Wikiwix
- Bing
- Cairn
- DuckDuckGo
- E. Universalis
- Gallica
- Google
- G. Books
- G. News
- G. Scholar
- Persée
- Qwant
- (zh) Baidu
- (ru) Yandex

| 1. | Préciser le motif de la pose du bandeau. | Précisez le motif de la pose du bandeau en utilisant la syntaxe suivante : {{admissibilité à vérifier\|date=juin 2025\|motif=remplacez ce texte par le motif}}                                                                |
| 2. | Informer les utilisateurs concernés.     | Pensez à avertir le créateur de l'article, par exemple, en insérant le code ci-dessous sur sa page de discussion : {{subst:avertissement admissibilité à vérifier\|Autorité des relations sociales des plateformes d'emploi}} |

L’Autorité des relations sociales des plateformes d’emploi (ARPE) est un établissement public administratif français créé en 2021, chargé d’organiser, de réguler et de promouvoir le dialogue social entre les plateformes numériques d’emploi et les travailleurs indépendants qui y exercent leur activité, principalement dans les secteurs du transport de personnes (VTC) et de la livraison à deux ou trois roues,.

## Historique
L’ARPE est créée par l’ordonnance n° 2021-484 du 21 avril 2021, dans le contexte du développement rapide de l’économie des plateformes et de la nécessité d’encadrer les relations entre ces plateformes et les travailleurs indépendants,. Elle répond à une volonté de structurer un dialogue social sectoriel inédit en France, en dehors du salariat classique.

## Missions
L’ARPE a pour missions principales,, :
- d’organiser la représentativité des travailleurs indépendants et des plateformes, notamment par l’organisation d’élections professionnelles sectorielles ;
- de faciliter, accompagner et homologuer le dialogue social et les accords collectifs conclus entre représentants des travailleurs et des plateformes ;
- de protéger les représentants des travailleurs contre les ruptures abusives de contrats commerciaux ;
- de produire des études et des rapports sur les conditions d’exercice, les revenus et l’activité dans les secteurs concernés, en collectant et analysant des données auprès des plateformes.

## Organisation
L’ARPE est placée sous la double tutelle du ministère du Travail et du ministère des Transports. Elle est administrée par un conseil d’administration dont le président est nommé par décret. Le conseil d’administration, partiellement renouvelé après chaque élection de représentativité, définit les orientations stratégiques de l’ARPE et adopte son programme de travail annuel.
Le directeur général, également nommé par décret, dirige une équipe restreinte (cinq personnes en 2024),. Depuis 2021, Joël Blondel occupe ce poste.
Un conseil des acteurs, présidé par le président du conseil d’administration, réunit les représentants des travailleurs, des plateformes, d’associations d’élus, de consommateurs, et de personnalités qualifiées, et formule des propositions sur les grandes orientations de l’Autorité.

## Fonctionnement
L’ARPE organise tous les deux ans (puis tous les quatre ans à partir de 2024) des élections pour mesurer la représentativité des organisations de travailleurs indépendants et des plateformes d’emploi,. À l’issue de ces élections, les organisations représentatives participent aux négociations collectives sectorielles.
L’ARPE accompagne et homologue les accords collectifs conclus sur des sujets tels que la rémunération minimale, la protection sociale, la sécurité ou la formation,. Elle veille à la transparence et à la qualité des données transmises par les plateformes, et publie régulièrement des rapports sur l’état du secteur.

## Actions et réalisations
Depuis sa création, l’ARPE a organisé les premières élections sectorielles en mai 2022, renouvelées en mai 2024, permettant la désignation de représentants pour les chauffeurs VTC et les livreurs. Elle a homologué plus d’une dizaine d’accords collectifs et publié des analyses sur les revenus et les conditions de travail dans les secteurs concernés,.
L’ARPE a également souligné les difficultés d’accès à certaines données de la part des plateformes, en raison de l’absence de sanctions légales en cas de non transmission, ce qui limite l’harmonisation des indicateurs et la transparence sectorielle.

## Gouvernance et financement
Le conseil d’administration comprend, outre le président, onze membres : six représentants de l’État, un député, un sénateur, un représentant des travailleurs indépendants, un représentant des plateformes d’emploi et deux personnalités qualifiées. Le financement de l’ARPE est assuré par une taxe due par les exploitants des plateformes.

## Priorités stratégiques
Pour la période 2025-2028, l’ARPE s’est fixé cinq priorités :
- Améliorer l’accès à l’information sur le dialogue social pour les travailleurs ;
- Garantir l’application des textes relatifs au dialogue social ;
- Approfondir la connaissance des secteurs VTC et livraison ;
- Développer une approche territoriale du dialogue social ;
- Renforcer ses moyens d’action.

### Élections représentatives des travailleurs indépendants des plateformes
L’Autorité des relations sociales des plateformes d’emploi (ARPE) organise depuis 2022 des élections nationales pour mesurer l’audience des organisations de travailleurs indépendants utilisant les plateformes, dans les secteurs VTC et livraison. Ces scrutins déterminent les organisations habilitées à représenter les travailleurs lors du dialogue social sectoriel,.

#### Résultats des élections représentatives 2022 par secteur
Les premiers scrutins organisés par l’ARPE pour mesurer l’audience des organisations de travailleurs recourant aux plateformes se sont déroulés du 9 au 16 mai 2022. 3 088 travailleurs indépendants ont pris part à ces élections, réparties entre le secteur des VTC et celui de la livraison de marchandises à deux ou trois roues,.

##### Secteur des VTC
Sept organisations étaient candidates. Toutes ont dépassé le seuil de 5 % des suffrages exprimés requis pour être reconnues représentatives,.
| Organisation candidate                                                  | % des suffrages exprimés |
| ----------------------------------------------------------------------- | ------------------------ |
| Association des VTC de France (AVF)                                     | 42,81 %                  |
| Union-Indépendants                                                      | 11,51 %                  |
| Association des Chauffeurs Indépendants Lyonnais (ACIL)                 | 11,44 %                  |
| Force Ouvrière (FO)                                                     | 9,19 %                   |
| Fédération Nationale des autoentrepreneurs et microentrepreneurs (FNAE) | 8,98 %                   |
| Confédération française des travailleurs chrétiens (CFTC)               | 8,84 %                   |
| Union nationale des syndicats autonomes (UNSA)                          | 7,23 %                   |

Les sept organisations sont donc reconnues représentatives pour le secteur VTC sur le cycle 2022-2024.

##### Secteur de la livraison de marchandises à deux ou trois roues
Neuf organisations étaient candidates. Quatre d’entre elles ont franchi le seuil de 5 % des suffrages exprimés et sont reconnues représentatives,.
| Organisation candidate                                                  | % des suffrages exprimés |
| ----------------------------------------------------------------------- | ------------------------ |
| Fédération Nationale des autoentrepreneurs et microentrepreneurs (FNAE) | 28,45 %                  |
| Confédération générale du travail (CGT)                                 | 27,28 %                  |
| Union-Indépendants                                                      | 22,32 %                  |
| Fédération SUD commerces et Services – SOLIDAIRES                       | 5,69 %                   |
| Confédération française des travailleurs chrétiens (CFTC)               | 4,30 %                   |
| Confédération nationale des travailleurs – Solidarité Ouvrière (CNT-SO) | 3,86 %                   |
| Force Ouvrière (FO)                                                     | 3,79 %                   |
| Union nationale des syndicats autonomes (UNSA)                          | 2,92 %                   |
| Fédération nationale des transports routiers (FNTR)                     | 1,39 %                   |

Les organisations reconnues représentatives pour le secteur livraison sur le cycle 2022-2024 sont donc : FNAE, CGT, Union-Indépendants et SUD Commerces et Services – SOLIDAIRES,.

#### Élections 2024: participation en forte hausse
Les élections représentatives organisées par l’ARPE se sont déroulées du 22 au 30 mai 2024. Elles ont connu une nette hausse de la participation : 12 987 travailleurs indépendants ont voté, soit une participation quatre fois supérieure à celle de 2022. Le scrutin permettait de désigner les organisations habilitées à représenter les travailleurs des plateformes pour un mandat de quatre ans,.

##### Secteur de la livraison
- Nombre d’inscrits : 71 500 (source ARPE)
- Nombre de votants : 2 787
- Taux de participation : 3,90 %[13]

| Organisation candidate                                                             | Nombre de suffrages | Pourcentage |
| ---------------------------------------------------------------------------------- | ------------------- | ----------- |
| UNION-Indépendants                                                                 | 893                 | 37,15 %     |
| FNST - CGT : Fédération Nationale des Syndicats de Transports CGT                  | 524                 | 21,80 %     |
| SOLIDAIRES : Union syndicale Solidaires                                            | 247                 | 10,27 %     |
| FNAE : Fédération Nationale des autoentrepreneurs et microentrepreneurs            | 225                 | 9,36 %      |
| CLAP : Collectif des livreurs autonomes de plateformes                             | 153                 | 6,36 %      |
| FNTL FO – UNCP : Fédération nationale des transports et de la logistique FO – UNCP | 128                 | 5,32 %      |
| FGT CFTC : Fédération générale des transports CFTC                                 | 101                 | 4,20 %      |
| ACIL : Association des Chauffeurs Indépendants Lyonnais                            | 69                  | 2,87 %      |
| CNT – SO : Confédération Nationale des Travailleurs – Solidarité Ouvrière          | 36                  | 1,50 %      |
| UNSA : Union nationale des syndicats autonomes                                     | 28                  | 1,17 %      |

Les organisations ayant atteint ou dépassé 8 % des suffrages sont reconnues représentatives pour le secteur livraison :  
- UNION-Indépendants, FNST-CGT, SOLIDAIRES, FNAE[13],[11].

##### Secteur des VTC
- Nombre d’inscrits : 51 093
- Nombre de votants : 10 200
- Taux de participation : 19,96 %[13],[14]

| Organisation candidate                                                             | Nombre de suffrages | Pourcentage |
| ---------------------------------------------------------------------------------- | ------------------- | ----------- |
| FNTL FO – UNCP : Fédération nationale des transports et de la logistique FO – UNCP | 4 912               | 49,46 %     |
| ACIL : Association des Chauffeurs Indépendants Lyonnais                            | 2 062               | 20,76 %     |
| Union-Indépendants                                                                 | 895                 | 9,01 %      |
| UD VTC SUD : Union des VTC 06/83                                                   | 854                 | 8,60 %      |
| AVF : Association des VTC de France                                                | 551                 | 5,55 %      |
| FGT CFTC : Fédération générale des transports CFTC                                 | 206                 | 2,08 %      |
| SOLIDAIRES : Union syndicale Solidaires                                            | 203                 | 2,04 %      |
| UNSA : Union nationale des syndicats autonomes                                     | 124                 | 1,25 %      |
| FNAE : Fédération Nationale des autoentrepreneurs et microentrepreneurs            | 124                 | 1,25 %      |

Les organisations ayant atteint ou dépassé 8 % des suffrages sont reconnues représentatives pour le secteur VTC :  
FNTL FO – UNCP, ACIL, Union-Indépendants, UD VTC SUD**,.  

#### Portée et suites des élections
Les organisations reconnues représentatives désignent des représentants qui siègent au sein du dialogue social sectoriel, participent aux négociations collectives et portent les revendications des travailleurs indépendants (revenu, formation, organisation du travail, prévention des risques, etc.). Ce dialogue social a permis la signature de plusieurs accords collectifs depuis 2022[réf. nécessaire].
Les élections de l’ARPE constituent une innovation majeure dans l’organisation de la représentation collective des travailleurs indépendants en France, et leur montée en participation témoigne d’un intérêt croissant pour le dialogue social dans l’économie des plateformes.